# Ezio Bevilacqua
Ezio Bevilacqua (Savignano sul Rubicone, 2 maggio 1917 – El Daba, 21 ottobre 1942) è stato un aviatore e militare italiano, decorato con la medaglia d'oro al valor militare alla memoria.

## Biografia
Nacque a Savignano sul Rubicone il 2 maggio 1917, figlio di Giovanni e Virginia Morigi. Seguì la famiglia quando si stabilì a Rimini dove iniziò gli studi di perito elettrotecnico, che poi concluse a Forlì. Appassionatosi al mondo dell'aviazione, il 1 novembre 1938 si arruolò nella Regia Aeronautica, entrando nella Regia Accademia Aeronautica di Caserta, Corso Turbine. Conseguì il brevetto di pilota d'aeroplano su velivolo da addestramento Breda Ba.25, e poi di pilota militare. Uscito dall'accademia con il grado di sottotenente nell'agosto 1941, in piena seconda guerra mondiale, venne promosso tenente, e nel luglio 1942 assegnato all'84ª Squadriglia, 10º Gruppo, del 4º Stormo Caccia Terrestre allora schierato in Africa settentrionale italiana. A quel tempo la squadriglia era equipaggiata con i nuovi monoplani Aermacchi C.202 Folgore. A partire dal mese di agosto i due gruppi caccia dello stormo, il 9° e il 10°, schierati sull'aeroporto di Fuka sud (Aeroporto militare di Sidi Haneish), si misero a protezione del settore di El Alamein. Il 6 ottobre rimase lievemente ferito durante il rientro da una missione di ricognizione, a causa dell'incompleta fuoriuscita del carrello d'atterraggio. L'11 agosto prese parte ad un combattimento contro 15 velivoli avversari, reclamando il danneggiamento di due di essi. Tra il 7 e l'8 ottobre i due gruppi impegnarono combattimento contro una formazione nemica composta da 18 bombardieri Douglas A-20 Boston scortati da 20 Curtiss P-40 e altrettanti Supermarine Spitfire, abbattendone dodici. 
Il giorno 21 i pochi velivoli efficienti decollarono per impegnare combattimento contro una forte formazione nemica composta da 40 bombardieri A-20 Boston, scortati da 40 caccia P-40 e Spitfire. Nel violento combattimento che ne seguì abbatte due caccia nemici ma il suo aereo venne centrato da una raffica di mitragliatrice che lo colpì ad entrambe le gambe, amputandogliene una e maciulando l'altra. Lanciatosi con il paracadute nei pressi di El Daba fu subito soccorso da una pattuglie di bersaglieri, che dopo essersi da solo legato i troncone per ridurre l'emorragia, lo misero su di un automezzo diretto ad un ospedale da campo, ma purtroppo decedette durante il tragitto a causa della grave perdita di sangue. Per onorarne la memoria fu decretata la concessione della Medaglia d'oro al valor militare, massima onorificenza italiana.
Sepolto inizialmente nel cimitero militare denominato Quota 35, dopo la fine del conflitto, per opera soprattutto di Paolo Caccia Dominioni i suoi resti furono recuperati e traslati nel Sacrario militare italiano di El Alamein.

### Annotazioni
1. ↑  Pilotati da Lucchini, Annoni, Giannella, Perdoni, Ugazio, Moretto, Maggini, Caregnato, Milella e Bevilacqua.

### Fonti
1. 1 2 3 4 5  Rossi 2012, p. 18.
2. ↑  Ufficio Storico Stato Maggiore dell'Aeronautica 1969, p. 131.
3. 1 2  Dunning 1988, p. 24.
4. 1 2  Rossi 2012, p. 19.
5. ↑  Ufficio Storico Stato Maggiore dell'Aeronautica 1977, p. 33.
6. ↑  Ufficio Storico Stato Maggiore dell'Aeronautica 1977, p. 34.
7. 1 2 3 4 5  Rossi 2012, p. 20.
8. ↑  Ufficio Storico Stato Maggiore dell'Aeronautica 1977, p. 35.
9. ↑  Bollettino Ufficiale 1943, disp.29, pag.1785, e dips.36, pag.2183.

### Periodici
- Gaetano Rossi, Una vita stoica sigillata in un alone di gloria, in Ariminum, n. 6, Rimini, Grafiche Garattoni s.r.l., novembre-dicembre XIX,  pp. 18-22.